# ツバメオモト
ツバメオモト（燕万年青、学名：Clintonia udensis Trautv. et Mey.）は、ユリ科ツバメオモト属の多年草の一種である。

## 特徴
葉は倒卵状長楕円形で、長さ15-30 cm、幅 3-9 cmで、数枚を生じてすべて根生する。葉質は柔らかいがやや厚みがあり、はじめは縁に軟毛がある。
花茎の先端に総状花序を付け、その基部に包があるが、これは花時には脱落する。花は白く、開花時にはやや下を向く。花被片は長さ10-15 mmで6枚、ほぼ平らに開く。花期は5-7月。
花後に花茎は2倍ほど長さ40-70 cmまで伸び、個々の花柄も3-6 cmに伸びる。液果は直径約1 cmの球形で、瑠璃色から熟した後に藍黒色になる。
和名の由来には、葉がオモトに似ている上で、葉が開くのを刀の鍔に見立てて、鍔の芽からツバメや、果実の色がツバメの頭に似ていることによるなどの諸説がある。
葉にはフラボノイド成分が含まれ、果皮にはアントシアニンが含まれる。
山野草として園芸用に苗が販売されている。

## 分布
東北アジアと日本の北海道から奈良県以北の本州の山地帯上部から亜高山帯の林内に分布する。鳥取県では県境の東端の氷ノ山のみに分布する。田中澄江が『新・花の百名山』の著書で、奥秩父山塊の飛龍山を代表する花の一つとして紹介した。基準標本はシベリアのオホーツク海沿岸のもの。学名のudensisは、ロシアのウダ川に由来している。

## 種の保全状況評価
日本では以下の都道府県で、レッドリストの指定を受けている。環境省としての、レッドリストの指定はない。
- 絶滅寸前種 - 奈良県[9]
- 絶滅危惧I類 - 鳥取県（氷ノ山のみに分布し、西限。）[5][10]
- ランクA（環境省の絶滅危惧I類相当） - 兵庫県（分布の西限付近で、わずかに自生が確認されている。）[11]
- 準絶滅危惧 - 埼玉県（秩父地方の亜高山帯の自然林の林床に分布し、シカの食害による減少が危惧されている。）[12]

環境省により、上信越高原国立公園・中部山岳国立公園・南アルプス国立公園・八ヶ岳中信高原国定公園などで自然公園指定植物に指定され、一般の採集は禁じられている。

## 種内変異
以下の2品種が記載されているが、特に重視はされておらず、一般的な図鑑には取り上げられていない。
- ヘラバツバメオモト（C. udensis f. lanceolata）
- シロミノツバメオモト（C. udensis f. leucocarpa）

## 関連画像
|    |                 |              |
| 蕾 | 花、花被片は6枚 | 瑠璃色の果実 |